# Antonio Guallar Poza
Antonio Guallar Poza (Muniesa, 1873 - ?) fue un médico y político español. Fue concejal del Ayuntamiento de Zaragoza, delegado del Gobierno en la Confederación Sindical Hidrográfica del Ebro, diputado en las Cortes elegidas en 1931, delegado del Estado en la Compañía Trasatlántica y miembro del colegio electoral que eligió al presidente de la República en 1936. Desapareció tras el golpe de Estado de 1936. Fue hermano del sacerdote y político Santiago Guallar Poza.

## Primeros años
Antonio Guallar nació en Muniesa en 1873, dos años antes que su hermano Santiago. Se licenció en Medicina por la Universidad de Zaragoza y trabajó como médico rural. Entre 1915 y 1917 ejerció como vocal del Colegio de Médicos de Zaragoza. En 1922 fue elegido vocal de la Junta de la Asociación de Labradores de Zaragoza.

## La lucha contra la Monarquía
En los estertores de la Dictadura, Guallar fue uno de los fundadores del Partido Republicano Radical Socialista (PRRS) en Zaragoza. Como tal, intervino activamente en el acto que se celebró el 11 de febrero de 1930 en el Centro Republicano de la capital aragonesa en conmemoración del aniversario del fallecimiento de Joaquín Costa. El mitin estuvo presidido por Venancio Sarría e intervinieron también el radical socialista Santiago Pi Suñer y el radical Gil y Gil. Cuando el Gobierno del almirante Aznar convocó elecciones municipales como primer paso para la reinstauración del régimen constitucional de la Restauración, la Conjunción Republicano-Socialista pactó una candidatura unitaria al Ayuntamiento de Zaragoza que incluía a diez miembros del PRRS, otros diez del Partido Republicano Radical (PRR), seis del Partido Socialista Obrero Español (PSOE), tres de la Derecha Liberal Republicana (DLR) y otros tres del Partido Republicano Autónomo de Aragón. Guallar fue uno de los seis miembros del comité electoral. El 22 de marzo de 1931 el PRRS se reunió en el Casino Republicano Autónomo y eligió por aclamación a los diez candidatos que le correspondían, entre los que se encontraba Guallar. Una vez determinada la identidad de todos los candidatos de la coalición, se les adscribió a los distintos distritos electorales, correspondiendo a Guallar el de «Democracia». 
La campaña electoral fue intensa. Guallar participó en diversos mítines celebrados en Borja, Alfamén y Épila. El 30 de marzo, el PRRS organizó una manifestación en Zaragoza reclamando la amnistía que fue apoyada por la Unión General de Trabajadores (UGT). Unas quince mil personas se reunieron en la Plaza de la Libertad, punto de partida de la marcha. Guallar ocupó la primera fila junto con otros destacados dirigentes del partido. El 12 de abril se celebraron las elecciones y los candidatos de la Conjunción fueron los más votados en todos los distritos de la ciudad. Guallar fue uno de los concejales electos. El triunfo generalizado de las candidaturas republicanas en casi toda España derivó en la proclamación de la República dos días más tarde.

## Actividad política durante la II República

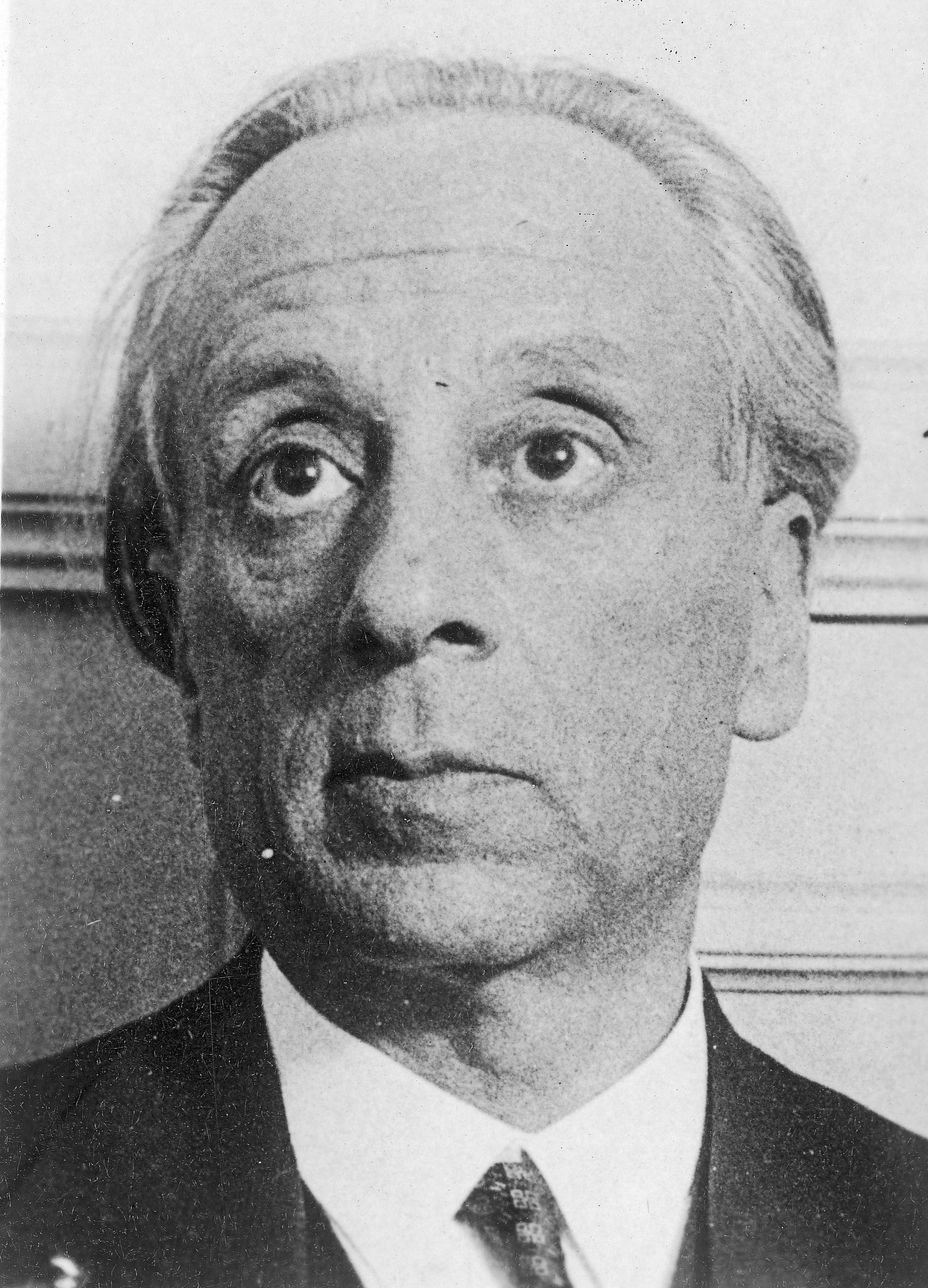
El ministro de Fomento, Álvaro de Albornoz, compañero de partido de Guallar, le nombró delegado del Gobierno en la Confederación Sindical Hidrográfica del Ebro.

El Gobierno provisional de la República presidido por Niceto Alcalá-Zamora nombró a Guallar delegado del Gobierno en la Confederación Sindical Hidrográfica del Ebro el 27 de abril de 1931.  Permanecería en el puesto hasta el 26 de agosto de 1932, día en que se publicó en la Gaceta de Madrid su dimisión del cargo en la para entonces denominada Mancomunidad Hidrográfica del Ebro.
El 28 de junio de 1931 se celebraron elecciones para las Cortes constituyentes de la República. Gualler se presentó por la circunscripción de Zaragoza (provincia) en una candidatura que integraba al PRRS, el Partido Radical, Acción Republicana y la Derecha Liberal Republicana. Esta amplia coalición derrotó a la candidatura socialista y a la de Sánchez Guerra, obteniendo Guallar el escaño de diputado. El político aragonés compaginó su cargo de parlamentario con el de delegado del Gobierno en la Confederación del Ebro. Sus intervenciones parlamentarias fueron marcadamente localistas, siempre relacionadas con Aragón. Consta que participó en las comisiones de Gobernación, de Peticiones y de Trabajo.
Cuando en septiembre de 1933 se produce la definitiva ruptura del PRRS con la escisión dirigida por Marcelino Domingo y Álvaro de Albornoz, Guallar opta por permanecer en el partido, fiel a la postura de Félix Gordón Ordás de distanciarse del PSOE y buscar una aproximación a los radicales de Alejandro Lerroux para formar una mayoría de gobierno integrada exclusivamente por partidos republicanos. Guallar fue candidato por el PRRS en las elecciones de 1933, pero no resultó elegido. Ya fuera del Parlamento, se acentúa su carácter regionalista y participa en actos de reivindicación de autonomía para Aragón. En septiembre de 1934 participa en la fusión de su partido con el Partido Radical Demócrata de Diego Martínez Barrio y se integra en la nueva Unión Republicana.
Aunque Unión Republicana se integró en el Frente Popular, no consta que Guallar fuera candidato en las elecciones de febrero de 1936 que dieron la victoria a la coalición de izquierdas. No obstante, su correligionario Manuel Blasco Garzón, ministro de Comunicaciones y Marina Mercante en el gobierno de Manuel Azaña, le nombró el 4 de marzo de 1936 delegado del Estado en la Compañía Trasatlántica, cargo que debió ocupar hasta el golpe de Estado de julio de ese mismo año. Su última candidatura sería en la elección de compromisarios para elegir al presidente de la República el 26 de abril, en la que resultó elegido para apoyar el nombramiento de Azaña.

## Guerra civil
El 18 de julio de 1936 el golpe de Estado derechista dirigido por el general Cabanellas triunfó en Zaragoza. Inmediatamente, los militares rebeldes procedieron a detener a los dirigentes de las organizaciones revolucionarias y partidos izquierdistas. Sin embargo, cuando los insurrectos se presentaron en el domicilio de Guallar en la calle de San Miguel, les informaron de que había abandonado la ciudad, desconociéndose su destino. A partir de entonces, no vuelve a haber noticias de él. Su desaparición —fuera por huida o por fallecimiento— no impidió que se le abriera un procedimiento conforme a la Ley de Responsabilidades Políticas que dio lugar a la incautación de los bienes de su propiedad que pudieran ser localizados por un valor de diez mil pesetas.